# Young Dro
Young Dro, właśc. D’Juan Hart (ur. 15 stycznia 1979 w Atlancie w stanie Georgia) – amerykański raper.
W 2000 roku jako Dro, podpisał kontrakt z Tight IV Life Records i rok później wydał swój pierwszy album "I Got That Dro". W 2006 roku podpisał kontrakt z wytwórnią Grand Hustle i przyjął pseudonim Young Dro.
Współpracował z takimi artystami jak T.I., Big Kuntry King, B.G., Young Jeezy, Gorilla Zoe, Yung L.A., Jazze Pha, Rashad, Slim Thug, Xtaci, Kia Shine, Maino, B.o.B, Yung Joc, Jim Jones czy Fantasia Barrino.

## Dyskografia

### Albumy
- 2001: I Got That Dro
- 2006: Best Thang Smokin’
- 2010: P.O.L.O. (Players Only Live Once)[1]

### Single
- 2006: "Shoulder Lean" (feat. T.I.)
- 2006: "Rubberband Banks"
- 2009: "Take Off" (feat. Yung L.A.)
- 2009: "I Don’t Know Yall" (feat. Yung L.A.)

## Wideografia
- 2006: "Shoulder Lean" (feat. T.I.)
- 2006: "Rubberband Banks"
- 2009: "Take Off" (feat. Yung L.A.)
- 2009: "I Don’t Know Yall" (feat. featuring Yung L.A.)

### Występy gościnne
- 2005: "Do Ya Thang" (P$C feat. Young Dro)
- 2006: "We Fly High (Remix)" (Jim Jones feat. T.I., Baby, Juelz Santana, Diddy i Young Dro)
- 2006: "Top Back (Remix)" (T.I. feat. Young Jeezy, Big Kuntry, Young Dro i B.G.)
- 2006: "Tell Em What They Wanna Hear" (Rashad feat. T.I. & Young Dro)
- 2007: "I'm A G" (Yung Joc feat. Bun B & Young Dro)
- 2008: "Ain’t I (Remix)" (Yung L.A. feat. Young Dro & T.I.)

## Mixtapes
- "Day One" (DJ Drama)
- Future Legends "Still Got That Dro" (DJ Burn One)
- "Blame It On The Dro" (DJ Teknikz)
- "I Am Legend" (DJ Scream & MLK)
- Young Dro & Yung L.A. presents " Black Boy Swag, White Boy Tags" (DJ Infamous)
- "Peter Parker Swag" (DJ Cool Breeze)
- "Mr. Polo King " (DJ Messiah)
- "Notorious LA Dro" (DJ 31 Degreez)
- "T.I. & Grand Hustle - The Kings Army" (DJ Messiah)